# Larvivora
Larvivora is een geslacht van zangvogels uit de familie vliegenvangers (Muscicapidae). 

## Taxonomie
Het geslacht Larvivora werd in 1837 geintroduceerd door de Engelse natuuronderzoeker Brian Houghton Hodgson. De naam is afgeleid van het Latijn: larva (larve of rups) en vorare (verslinden). Soorten uit dit geslacht stonden tot in 2013 op de IOC World Bird List in Luscinia (nachtegalen). Die herplaatsing was op grond van fylogenetisch onderzoek  gepubliceerd in 2010 aan het DNA van een grote groep zangvogels uit de familie van de vliegenvangers.
Het geslacht kent de volgende soorten:
- Larvivora akahige  – Japanse roodborst
- Larvivora brunnea  – Oranje nachtegaal
- Larvivora cyane  – Blauwe nachtegaal
- Larvivora komadori  – Ryukyuroodborst
- Larvivora namiyei – Okinawaroodborst
- Larvivora ruficeps  – Roodkopnachtegaal
- Larvivora sibilans  – Snornachtegaal
- Larvivora tanensis  – Izuroodborst